# Брукс, Ромейн
Ромейн Брукс (англ. Romaine Brooks, урождённая Беатрис Ромейн Годдард (англ. Beatrice Romaine Goddard); 1 мая 1874[…], Рим — 7 декабря 1970, Ницца) — французская художница.

## Биография
Родители Ромейн рано разошлись, она провела несчастливое детство, страдая от неуравновешенной матери, к тому же больной тяжёлым диабетом. Её брат, к которому она была чрезвычайно привязана, которого оберегала от него самого и с которым себя как бы отождествляла, был психически неполноценным и умер в 1901 году. В 1893 году оставила семью, жила во Франции, где брала уроки пения, затем в Италии, изучая искусство. Вела самый бедный образ жизни. После смерти матери, дед которой был мультимиллионером, в 1902 году получила наследство, позволившее ей жить по собственному желанию. Вышла замуж за неудачливого пианиста и переводчика Джона Брукса. Он был гомосексуалом, Ромейн — бисексуалкой. Это был брак без взаимных претензий, после трёх лет совместной жизни супруги расстались.
В Париже Ромейн Брукс держалась в стороне от авангардных художников Монпарнаса и Монмартра, снимала квартиру в фешенебельном шестнадцатом округе. В 1909 году познакомилась с Д’Аннунцио, они год прожили вместе, он писал стихи, вдохновляясь её картинами.
В 1910 году провела первую персональную выставку в престижной галерее Дюран-Рюэля, представив тринадцать картин. Все картины — портреты и жанровые сцены, изображали женщин или молодых девушек, и были выполнены в натуралистичной манере, с большим вниманием к деталям моды Belle Époque.
Брукс включила в свою первую выставку две работы с обнажённой натурой — смелый шаг для художницы в 1910 году. Картину «Белые Азалии» с лежащей на диване обнажённой женщиной критики сравнивали с «Олимпией» Эдуара Мане и «Махой обнажённой» Франсиско Гойи.
Выставка установила репутацию Брукс как художницы. Рецензии на выставку были бурными, поэт Робер де Монтескью написал благосклонный отзыв, назвав её «похитительницей душ».
Сдержанный, почти монохромный декор дома художницы также привлекал внимание; Брукс часто просили дать совет по дизайну, а иногда приглашали её саму для разработки интерьеров, хотя ей не нравилась роль декоратора. Брукс всё больше разочаровывалась в парижском высшем обществе, находя разговоры скучными и чувствуя, что люди сплетничают о ней. Несмотря на свой художественный успех, она называла себя «лапидой» — буквально жертвой побивания камнями.
В 1911 году у Брукс начался роман с Идой Рубинштейн. Она написала несколько портретов балерины (в том числе — в образе Святого Себастьяна из музыкальной драмы Д’Аннунцио, а также в облике Печальной Венеры), в 1914 году их отношения закончились.
В начале Первой мировой войны написала картину «Крест Франции» (1914), символизирующую образ страны на войне. На полотне изображена медсестра Красного Креста, с решительным выражением лица смотрящая вдаль, в то время как на заднем плане охвачен огнём город Ипр. Хотя картина не является портретом Иды Рубинштейн, образ действительно похож на неё, и Рубинштейн, возможно, послужила моделью для этой работы.
«Крест Франции» был выставлен вместе со стихотворением Габриеле Д’Аннунцио, призывающим к мужеству и решимости в военное время, а затем воспроизведён в буклете, продававшемся для сбора средств для Красного Креста. После войны, за усилия по сбору средств, Ромейн Брукс была награждена Орденом Почетного легиона.
Подругами Брукс были также Виннаретта Зингер, княгиня де Полиньяк, племянница Оскара Уайльда Долли Уайльд (Брукс была в связи и с бывшим любовником О. Уайльда лордом Альфредом Дугласом), Брайхер, Натали Барни (их соединяла наиболее долгая связь), Ольга де Мейер, пианистка Рената Боргатти и др.
Начиная с 1950-х годов Брукс не выходила из состояния депрессии, жила в затемнённой квартире, практически не виделась с людьми, страдала от паранойи.
Похоронена в Ницце на Английском кладбище.

## Творчество

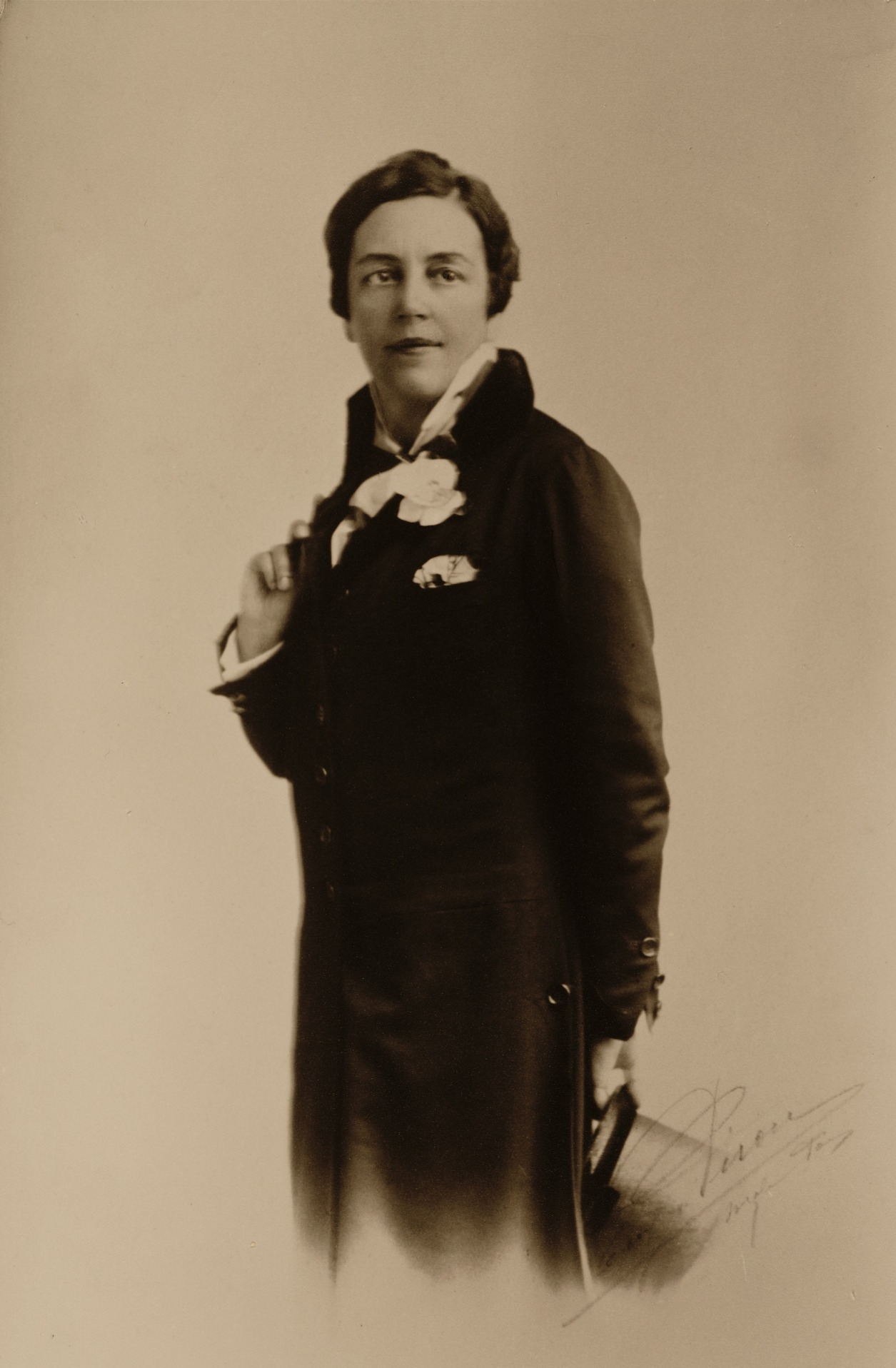
Ромейн Брукс около 1910 года

Не приняла новейшие художественные направления (футуризм, кубизм), вкусами она осталась в эпохе символизма, по манере была близка в своей портретной живописи к Эдуару Мане, к Уистлеру. Оставила портреты дам прекрасной эпохи, своих возлюбленных, часто в мужской одежде (так одета и она сама на автопортрете 1923 года, вероятно, самой известной своей картине). Тем не менее в рисунках 1930-х заметно сблизилась с сюрреализмом (А. Массон). После 1925 года почти не занималась живописью, после 1935-го прекратила заниматься и графикой.
Интерес критики к творчеству Ромейн Брукс возродился в 1980-х годах, а затем усилился под воздействием феминизма и квир-исследований.

## Образ в художественной словесности
Ромейн Брукс стала прототипом художницы Венеции Форд в известном лесбийском романе Рэдклифф Холл «Кузница» (1924), её образ выведен в сатирическом романе Комптона Маккензи «Необыкновенные женщины» (1928), романе «Дамский альманах» Джуны Барнс (1928).

## Образ в кино
Ромейн Брукс — одна из героинь документального фильма Греты Шиллер «Париж был женщиной», по одноимённой книге Андреа Вайс. В фильме «Цена желания» (2014) роль Брукс исполнила французская актриса Эльза Зильберштейн.